# جون نوبل غودوين
جون نوبل غودوين هو محامي وقاضي وسياسي أمريكي، ولد في 18 أكتوبر 1824 في South Berwick, Maine ‏ في الولايات المتحدة، وتوفي في 29 أبريل 1887 في كاليفورنيا في الولايات المتحدة. نشط حزبياً في الحزب الجمهوري. وقد انتخب حاكم إقليم أريزونا ‏ (29 ديسمبر 1863 – 4 مارس 1865) وانتخب عضو مجلس ولاية مين ‏ وانتخب عضو مجلس النواب الأمريكي.